# Ceniawa (przystanek kolejowy)
Ceniawa (ukr. Ценява, ros. Ценява) – przystanek kolejowy w miejscowości Ceniawa, w rejonie kołomyjskim, w obwodzie iwanofrankiwskim, na Ukrainie.